# Cavalière (Brioullov)
Pour les articles homonymes, voir Cavalière.
Cavalière (en russe : Всадница), alias Giovannina et Amacilia Pacini, est un tableau du peintre russe Karl Brioullov, conservé à la Galerie Tretiakov à Moscou. Il représente Giovannina et Amacilia Pacini, filles adoptives de Ioulia Samoïlova.
Le tableau a été réalisé en 1832. Ses dimensions sont de 291,5 × 206 cm (selon d'autres données, 293 × 209,8 cm).
Le tableau a été peint à Milan à la demande de la comtesse Ioulia Samoïlova. En 1832, l'année de sa réalisation, la toile est exposée à l'Académie des beaux-arts de Brera à Milan, où elle est très appréciée par le public et la critique. Dans leurs commentaires, les Italiens comparent même Brioullov à Rubens et Van Dyck et écrivent qu'ils n'avaient jamais eu l'occasion de voir « un portrait équestre exécuté avec autant de maîtrise ».
Puis la toile est restée dans la collection de Ioulia Samoïlova pendant près de quarante ans et on n'en entendait plus parler. En 1872 ou 1874, peu de temps avant la mort de la comtesse ruinée, la vente de ses biens est organisée à Paris,. Lors des enchères, Cavalière a été acquise par un des commissaires-priseurs. Puis, plus tard, la toile a fini par se retrouver propriété de la société pétersbourgeoise de mise en gage de biens meubles, et en 1893, Pavel Tretiakov en a fait l'acquisition,.
Pendant longtemps, les historiens d'art ont cru que c'était Ioulia Samoïlova elle-même qui était représentée sur la toile. Mais, après étude, ils sont arrivés à la conclusion que la cavalière représentée était en fait Giovannina Samoïlova. Quant au modèle de la petite fille, il s'agissait d'Amacilia, l'autre fille du compositeur Giovanni Pacini et fille adoptive de Ioulia Samoïlova.
La critique d'art Olga Liaskovskaïa écrit que la création de la Cavalière était « un pas en avant significatif dans la réalisation des nouveaux objectifs que l'artiste s'était fixés ». Selon la critique Madeleine Rakova, Cavalière est un exemple typique de portrait-tableau, dans lequel tout est conçu « comme une apothéose de la beauté et de la joie de vivre de la jeunesse, comme une apothéose du sentiment d'une vie sereine », et tout cela est contenu dans la représentation des deux actrices : la cavalière et la petite fille.

## Histoire

### Évènements antérieurs, travaux sur la toile et exposition de Milan
Après avoir obtenu son diplôme de l'Académie russe des Beaux-Arts avec la grande médaille d'or en 1821, l'année suivante Brioullov entreprend un voyage à l'étranger avec son frère architecte Alexandre Brioullov. Ils bénéficient du statut de pensionnaire de la Société impériale d'encouragement des beaux-arts et visitent d'abord l'Allemagne, puis, en 1923, l'Italie où ils s'installent à Rome,.

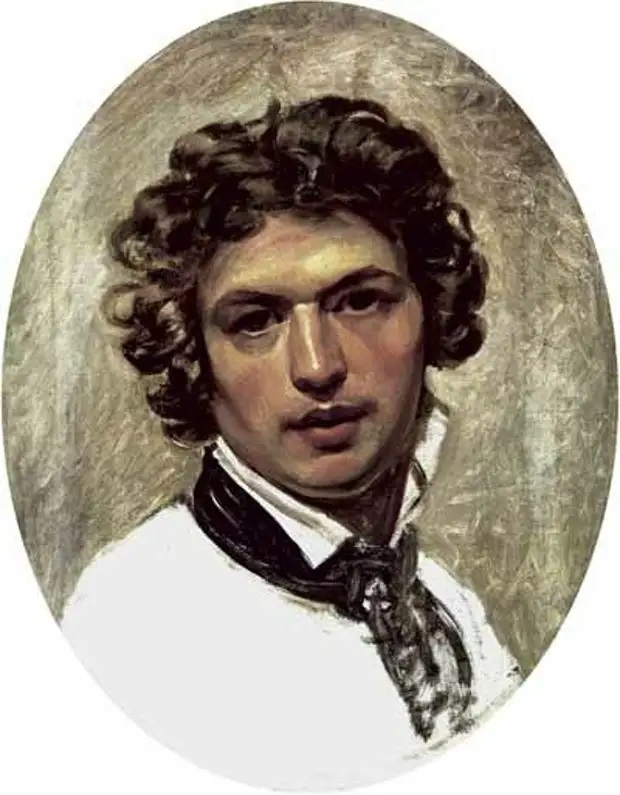
Karl Brioullov.Autoportrait (années 1830, collection privée)

Durant les premières années de son séjour en Italie, Karl Brioullov réalise des scènes de genre tirée de la vie italienne, comme Matin italien (1823), Midi italien (1827) et Jeune fille recueillant des raisins dans la banlieue de Naples  (1827),. De 1825 à 1828, sur  commande de l'ambassade de Russie en Italie, il réalise une copie de l'L'École d'Athènes de Raphaël . En 1827, il visite les fouilles de  Pompéi ,, et lui vient alors l'idée de réaliser un tableau sur la destruction de la ville par l'éruption du Vésuve ,. À partir de 1827, il réalise des études et des croquis, et en 1830, il entreprend la version finale de la grande toile Le Dernier Jour de Pompéi, avec ses nombreux figurants. Il y travaille jusqu'en 1833 .
En 1827, à Rome Brioullov fait la connaissance de la comtesse Ioulia Samoïlova lors d'une réunion dans le salon artistique de la duchesse Zinaïda Volkonskaïa,. Il s'est ensuivi une longue relation d'amitié entre Brioullov et Ioulia Samoïlova ; selon le Grand-duc Nicolas Mikhaïlovitch de Russie, « le célèbre peintre Karl Brioullov nourrissait pour elle des sentiments plus forts que l'amitié : il réalisait sans fin des portraits de la comtesse ou reprenait son visage dans d'autres toiles ». C'est précisément à la demande de Samoïlova qu'a été réalisé le tableau Cavalière : Brioullov l'a peint en 1832 à Milan, à l'époque où il travaillait à sa toile Le Dernier jour de Pompéi. Selon toute vraisemblance, le peintre a créé la toile Cavalière dans le jardin de la  villa-palais appartenant à Ioulia Samoïlova. Les journalistes et historiens Ivan Botcharov et Ioulia Glouchakova, qui ont pu visiter la villa, rapportent que c'est l'angle de ce bâtiment qui se retrouve dans le tableau de Brioullov . Selon eux, « Cavalière est représenté près du portail de l'ancienne villa-palais de la périphérie de Milan, devenue plus tard propriété du comte Giulio Renato de Litta Visconti Arese . Le palais de Samoïlova (it) qui se distinguait par un luxe inouï se trouvait parmi les demeures patriciennes de la Via Borgonuovo (it), .
Durant la même année 1832, Cavalière a été exposé à l'Académie des beaux-arts de Brera à Milan. La toile a suscité un grand intérêt et a fait l'objet de nombreuses réactions que Mikhaïl Jeleznov, élève de Brioullov a recueilli, traduit, constituant une première biographie de son maître. . Dans leurs commentaires les italiens ont comparé l'auteur de Cavalière à Pierre Paul Rubens et à Antoine van Dyck . Le poète Felice Romani écrit : « Ce que nous admirons certainement dans ce travail vraiment nouveau   pour nous par le genre et l'intrigue, c'est la liberté, le courage et la facilité de son exécution ». Un article détaillé a été publié dans l'article Beaux-arts à Milan 1932 (italien : Le belle arti in Milano nell anno 1832), publié dans le numéro de septembre 1832 de la revue Nuovo Ricoglitore. Les auteurs de l'article, l'écrivain et le journaliste Defendente Sacchi (it) et Giuseppe Sacchi ont avoué n'avoir vu « un portrait équestre conçu et exécuté avec une telle habileté »… « Le cheval magnifiquement dessiné et mis en scène, <…> bouge, s'ébroue, renifle, hennit. La jeune cavalière est un véritable ange volant. L'artiste surmonte toutes les difficultés ; son pinceau glisse sans heurts, en douceur, sans contrainte ; il répartit la lumière en l'amplifiant ou en l'affaiblissant comme un grand artiste peut le faire. Ce portrait fait ressortir l'art d'un artiste prometteur et surtout marqué par le génie »,.

### Évènements ultérieurs

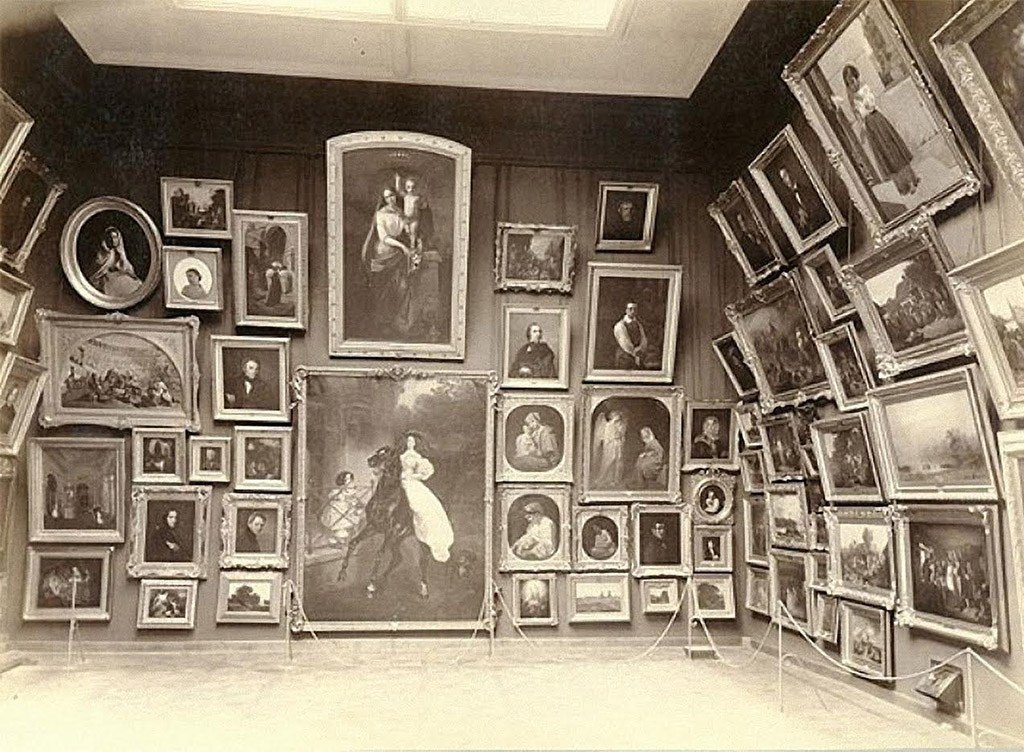
Cavalière et autres tableaux à l'exposition de la Galerie Tretiakov (photographie Karl Ficher, 1898)

La toile une fois terminée, est placée dans la collection de Ioulia Samoïlova dans sa villa milanaise. C'est ce que rapportent certains contemporains, qui ont vu la toile dans le salon du palais-villa  milanais. Ainsi en est-il, en 1838, du poète Vassili Joukovski,,,. Pendant plusieurs décennies plus rien ne ressort de l'histoire de cette toile. Durant la première moitié des années 1870, (en 1872 ou 1874 selon les sources), une vente des biens de Samoïlova, qui est ruinée, est organisée à Paris.,. Dans une lettre datée du 6 juillet 1874 envoyée de Paris, le peintre Ilia Répine écrit à  Pavel Tretiakov: « Alekseï Bogolioubov demande de vous informer, pour le cas où cela vous intéresserait, que divers biens de la comtesse Samoïlova sont mis en vente ici » ,. D'après le catalogue de la galerie Tretiakov, la comtesse est restée propriétaire de la toile jusqu'en 1873.
Lors de la vente aux enchères de 1873, le tableau a été acquis par un commissionnaire du nom de Jules-Philippe Duloup ,. Selon la rumeur, Duloup a acheté la toile pour Pavel Tretiakov, pour la somme de 4 050 francs, .

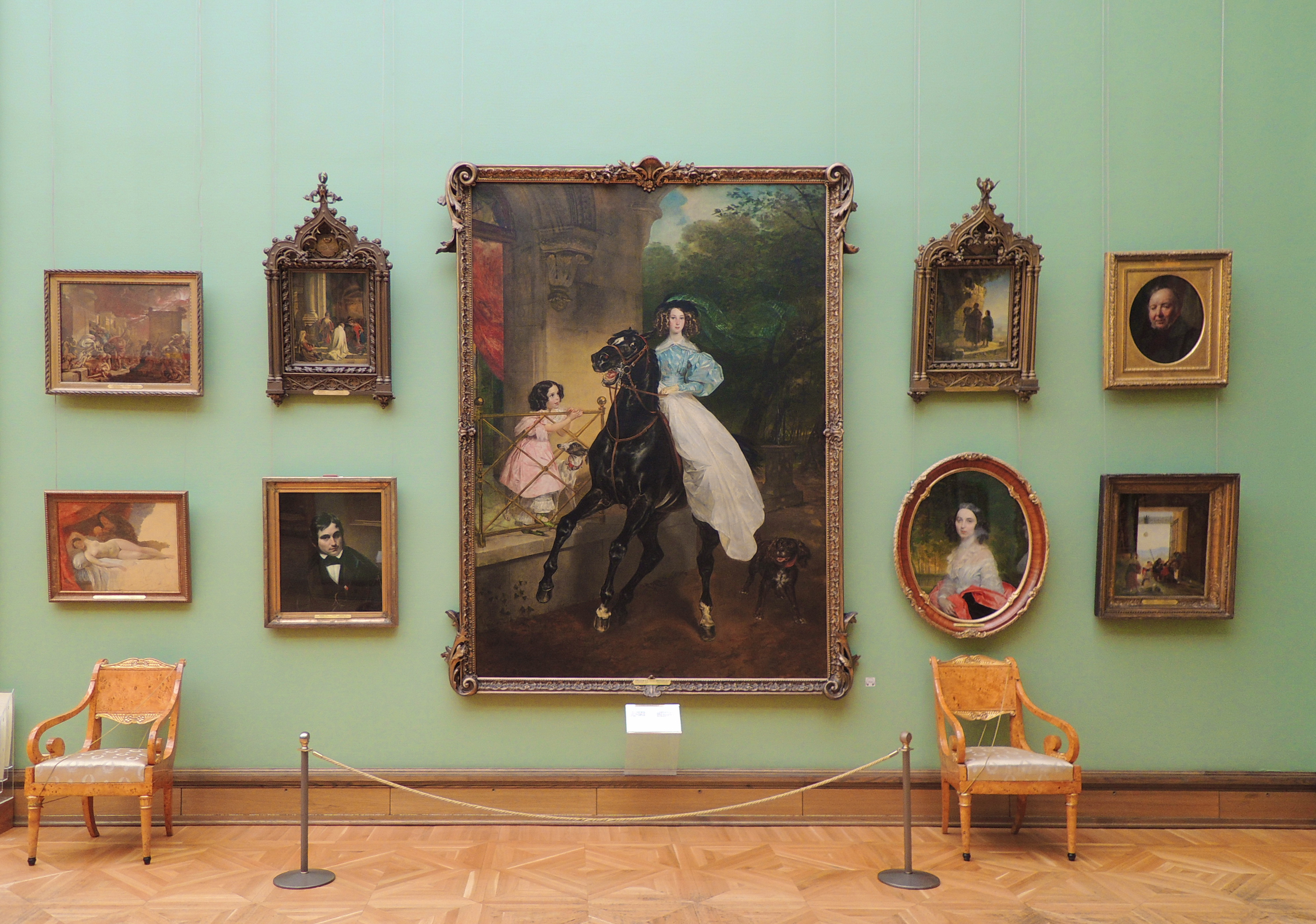
Le tableau Cavalière à la Galerie Tretiakov

La Cavalière ne s'est pourtant pas retrouvée directement à la galerie Tretiakov. Pendant quelques années la toile est restée dans les anciens bâtiments de l'Académie impériale des beaux-arts à Saint-Pétersbourg, et ce n'est qu'en 1893, qu'elle entra dans les collections de la galerie Tretiakov par l'intermédiaire d'une société de mise en gage de biens mobiliers ,. Le 27 février 1893, cette société de mise en gage a remis une quittance attestant de la vente du tableau pour 2 000 roubles à la galerie Tretiakov et de l'entier paiement du prix demandé . Remarquant le nom Cavalière dans un inventaire, le critique Vladimir Stassov a demandé à Pavel Tretiakov quel était ce tableau. Tretiakov lui a répondu « Cavalière achetée à Paris par Duloup qui l'a revendue, semble-t-il, à Horace Günzburg. Un superbe cheval est en général une peinture intéressante ! ».
Depuis lors, le tableau est resté dans la collection de la galerie Tretiakov. Il a été exposé à plusieurs occasions, parmi lesquelles des expositions des œuvres de Brioullov. Par exemple celle tenue en 1950 à la Galerie Tretiakov et celle  à l'exposition de l'académie des beaux-arts de l'URSS, qui s'est tenue en 1983-1984 à Moscou. Le tableau fut aussi l'un des joyaux de l'exposition pour le 200è anniversaire de la naissance de Brioullov, de décembre 1999 à mai 2000 au palais Mikhaïlovski, qui fait partie du Musée russe à Saint-Pétersbourg, puis de juin 2000 à janvier 2001 à la nouvelle galerie Tratiakov, rue Krymski Val à Moscou. Actuellement le tableau Cavalière est exposé à la salle no 9 du bâtiment principal de la galerie Trétiakov ruelle Lavrouchinski ,.

## Description

### Sujet et composition

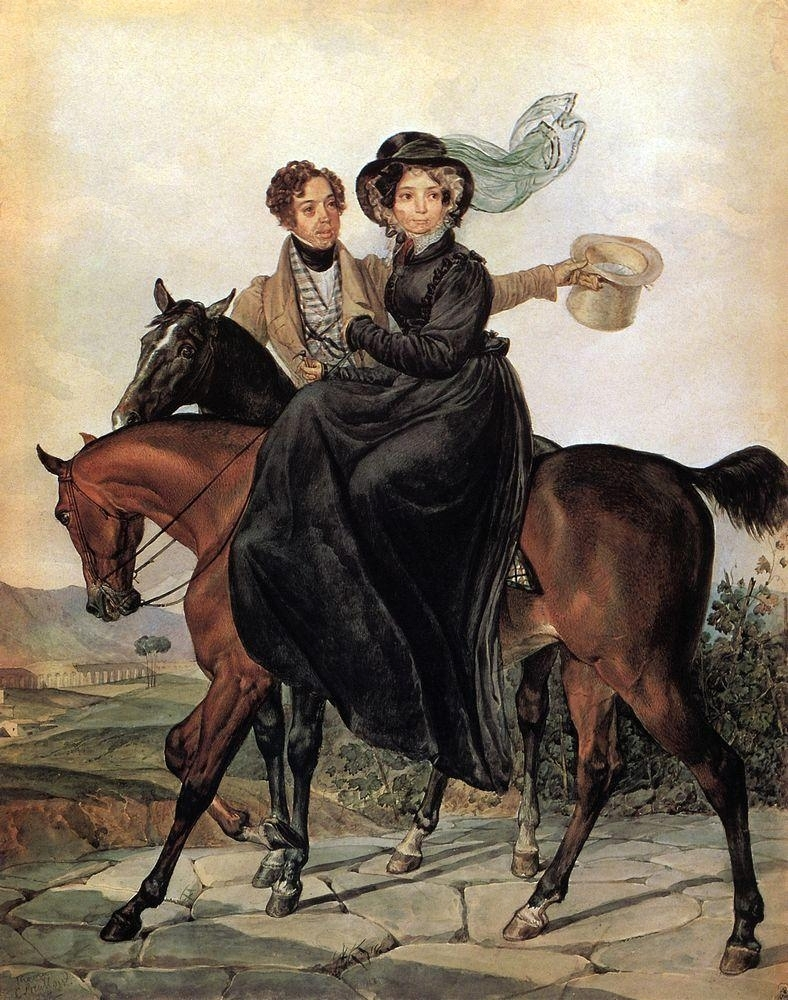
Karl Briollov. Portrait de K et M. Narychkine (aquarelle, 1827, Musée russe)

Le portrait de Cavalière est réalisé par l'artiste sous forme d'une scène de genre. Une jeune femme, montant en amazone un cheval à la robe noire , arrive devant la terrasse d'une riche villa au retour d'une promenade matinale. Une fillette élégamment vêtue sort de la maison pour rencontrer sa compagne plus âgée qu'elle regarde avec admiration en se blottissant contre la balustrade dorée de la terrasse. Un petit épagneul aboie en tournant près des pieds du cheval ,. « Le chien est disposé de telle sorte qu'il complète le triangle formé par la cavalière et sa monture » . L'émotion de la scène est amplifiée par la présence des arbres secoués par le vent et des nuages qui occupent un morceau de ciel aux couleurs inquiétantes. .
La cavalière est une jeune et belle femme, sa monture « servant de piédestal à sa beauté » . Elle porte une élégante tenue de cheval amazone : une longue jupe blanche et un chemisier en soie bleue, aux manches étroites sur les avant-bras, puis bouffantes à partir du coude. La fine taille de la jeune fille est souignée par une ceinture au bas du corsage. Elle porte une coiffe noire sur des cheveux blonds, qui encadrent un visage tendre et rose, aux radieux yeux bleus . La courbe du voile posé sur la coiffe crée un effet d'auréole autour de la tête . Le même effet de voile a été utilisé pour la toile de Brioullov de 1827, intitulée portrait de K. et M. Narychkine . Il semble que ce type de gaze flottant au-dessus de la coiffe était réalisé en tissu rare appelé Gaze de Sylphide .
La fillette aux cheveux noirs, debout sur la terrasse, est vêtue d'une robe rose, d'un pantalon garni de dentelles et chaussée de ballerines vertes ,. Ses lèvres sont entrouvertes d'admiration, ses yeux bruns sont pleins d'émotions, et ses mains semblent prêtes à applaudir . Cette fillette en rose sert de lien vivant entre le spectateur et les évènements qui se déroulent sur la toile. Malgré sa subordination au personnage principal elle ne perd pas sa signification indépendante comme portrait et comme élément essentiel de la composition picturale de la toile . À côté de la petite fille, se tient un petit lévrier italien. En Italie, ces chiens étaient  considérés comme « des attributs indispensables des riches familles aristocratiques » .
Le cheval à la robe noire représenté sur le tableau a suscité l'admiration des visiteurs à l'exposition de 1832. Un des critiques écrit : « Bien que l'on puisse penser, que le tableau est réalisé pour conserver un souvenir des traits des deux personnages, qui sont à un âge où ils changent très vite, il reste que le cheval, qui occupe la plus grande partie de l'espace de la toile, attire à lui seul l'attention des spectateurs, et peut-être n'est-il pas effronté de dire que le peintre le préfère à tout le reste et qu'il concentre sur lui toute son application, toutes ses connaissances artistiques. » ,. Les spécialistes supposent que le cheval appartient à la race Orlov-Rostopchin, élevée aux haras du comte Alexeï Orlov .

Détails du tableau Cavalière
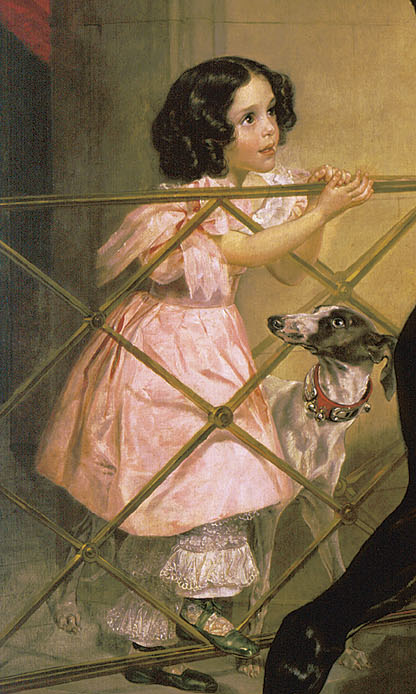
La petite fille au lévrier
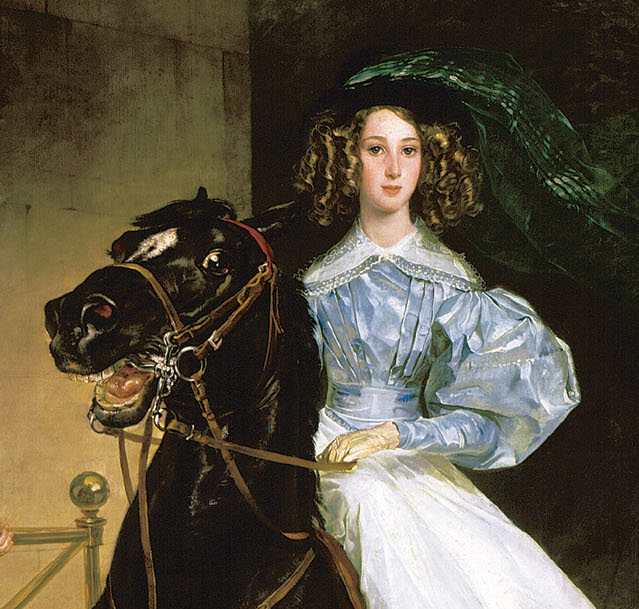
Cavalière à cheval
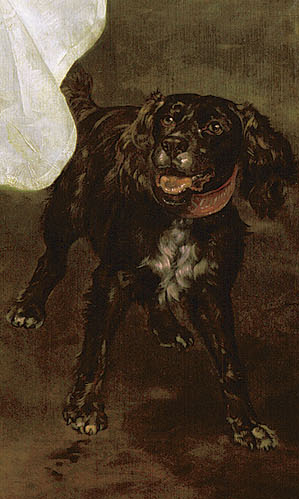
Le chien au pied du cheval

### Modèles
Dans les premières années qui ont suivi son entrée dans les collections de la galerie Tretiakov, la toile figurait dans les inventaires et les catalogues sous le nom Cavalière (Vsadnitsa). Mais à partir de 1909, son nom est modifié en Portrait de la comtesse Ioulia Pavlovna Samoïlova et subsiste ainsi jusqu'en 1916 . Ensuite la toile est à nouveau appelée Cavalière mais avec le sous titre portrait de Samoïlova. Dans la littérature d'art soviétique, cette dénomination se rencontre jusque dans les années 1930 . Une des raisons pour lesquelles le tableau a été considéré comme un portrait est l'inscription Samoïlo… qui apparaît sur le collier du chien au pied du cheval .
La critique d'art Olga Liaskovskaïa publie en 1940 une monographie sur l'œuvre de Karl Brioullov  dans laquelle elle fait une comparaison entre la représentation de la jeune femme de Cavalière et celle qui figure sur Portrait de la comtesse I. Samoïlova avec la fillette Giovannina et un jeune arabe (1834, Hillwood Estate, Museum & Gardens, Washington), et également avec l'étude Portrait de Giovannina (1832, huile), conservée au Musée national de peinture de Kiev. Sur base de sa comparaison Liaskovskaïa arrive à la conclusion, que la modèle de Cavalière a été Giovannina : selon elle  « l'inconnue ravissante est aussi une jeune fille adolescente, qui porte peut-être pour la première fois sa tenue d' amazone et expose sa beauté à cheval devant des spectateurs invisibles ». . Plus tard, le critique d'art Esthir Atsarkina a exprimé l'opinion suivant laquelle l'étude Portrait de Giovannina(1832) a été réalisée non par Karl Brioullov , mais par un de ses élèves en copiant le grand tableau..

Détails du portrait de I. Samoïlova avec Giovannina Pacini et un jeune arabe
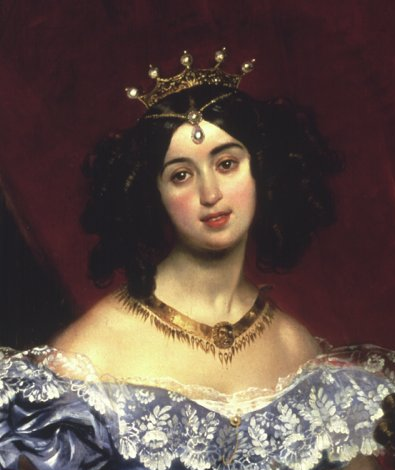
La comtesse Samoïlova
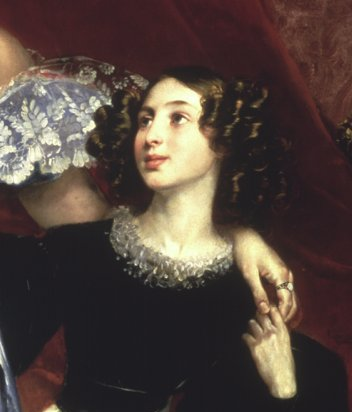
La comtesse Samoïlova
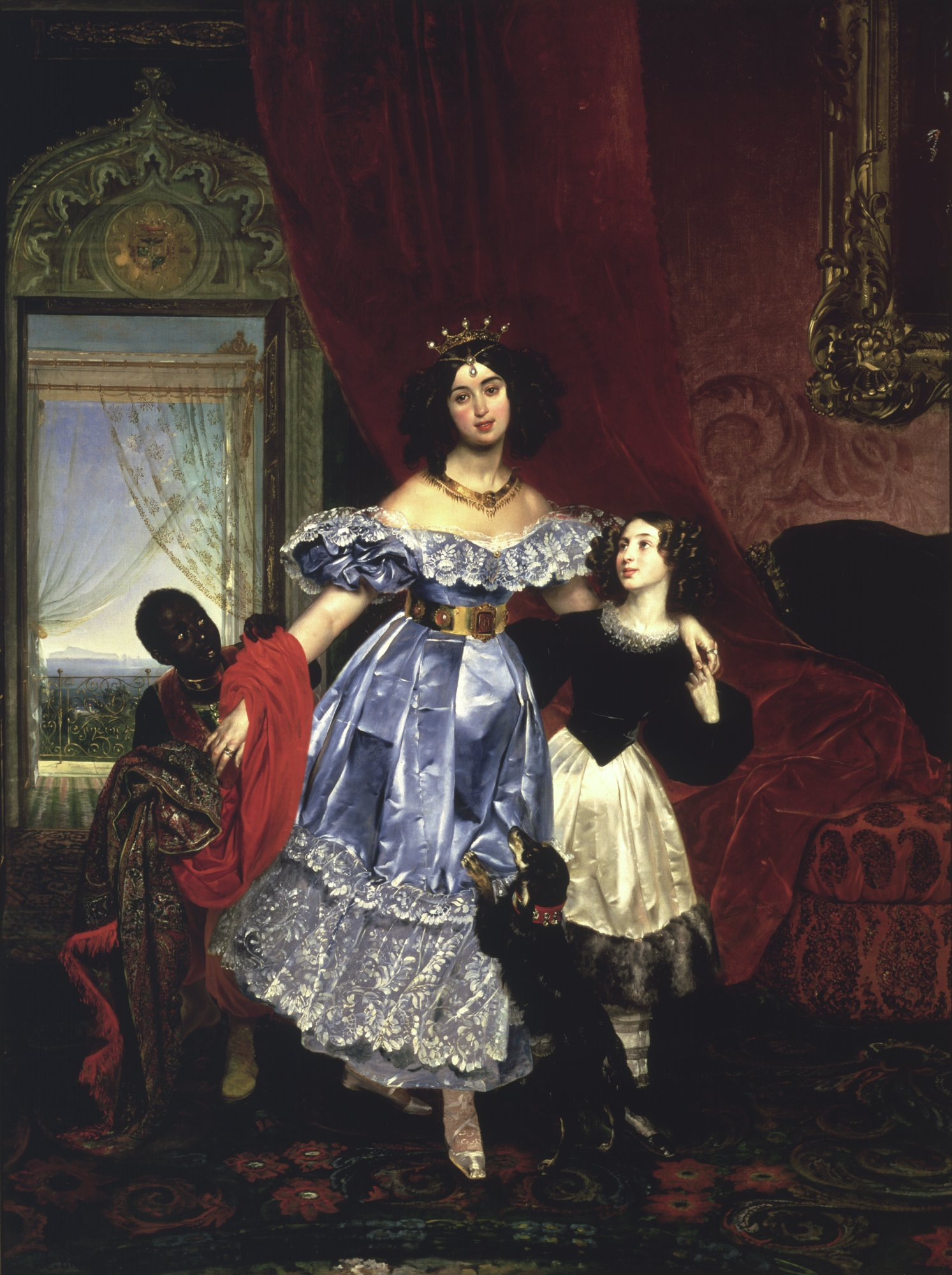
La comtesse Samoïlova avec Giovanina Pacini.

Fragments de Portrait de la comtesse I. Samoïlova quittant le bal avec sa fille Amacilia
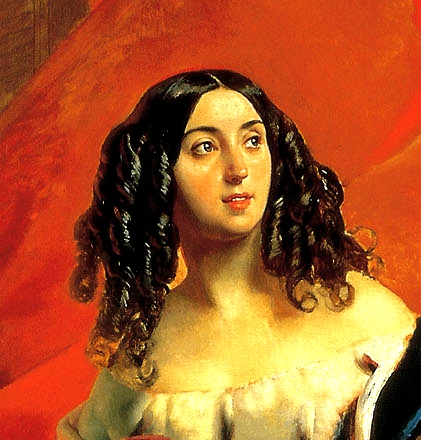
Ioulia Samoïlova
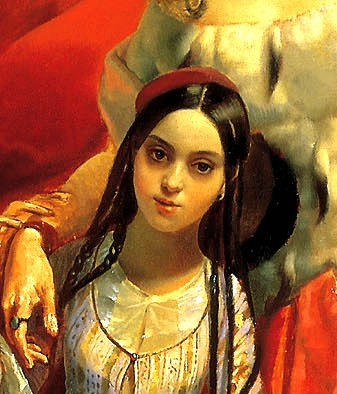
Amacilia Pacini
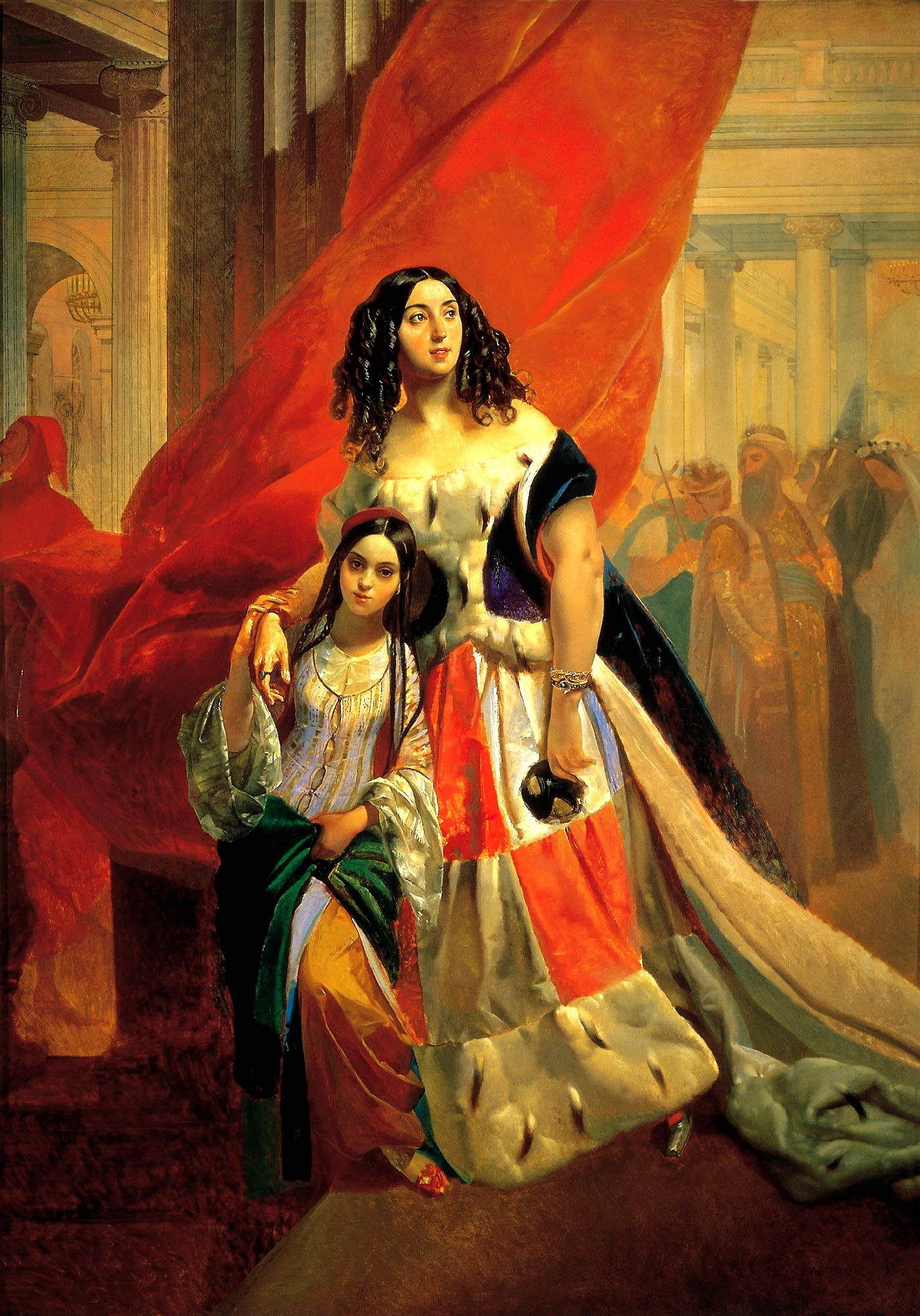
Portrait de la comtesse I. Samoïlova

Dans un ouvrage publié en 1956, consacré à l'œuvre de portraitiste de Karl Brioullov, la critique d'art Magdalena Rakova suggère que la fillette représentée dans la toile Cavalière pourrait être l'autre fille de la comtesse Samoïlova, le petite Amacilia Pacini. Cette hypothèse est basée sur la comparaison avec le tableau Portrait de la comtesse Samoïlova, quittant le bal avec sa fille adoptive Amacilia Pacini  (datant au plus tard de 1842, Musée russe). Selon la critique Rakova, entre la fillette du tableau Cavalière et Amacilia dans le tableau du Musée russe, « il existe incontestablement des similitudes perceptibles dans la ligne de l'ovale du visage, dans la forme des orbites, des sourcils, dans le dessin des lèvres », et « la différence d'âge entre elles pourrait être estimée à sept ou huit ans soit environ le nombre des années qui séparent la toile de Cavalière (1832) et le tableau du musée russe (datant au plus tard de 1842) » . Cette conclusion a été confirmée par une monographie datant de 1963 d'Esthir Atsrakina .

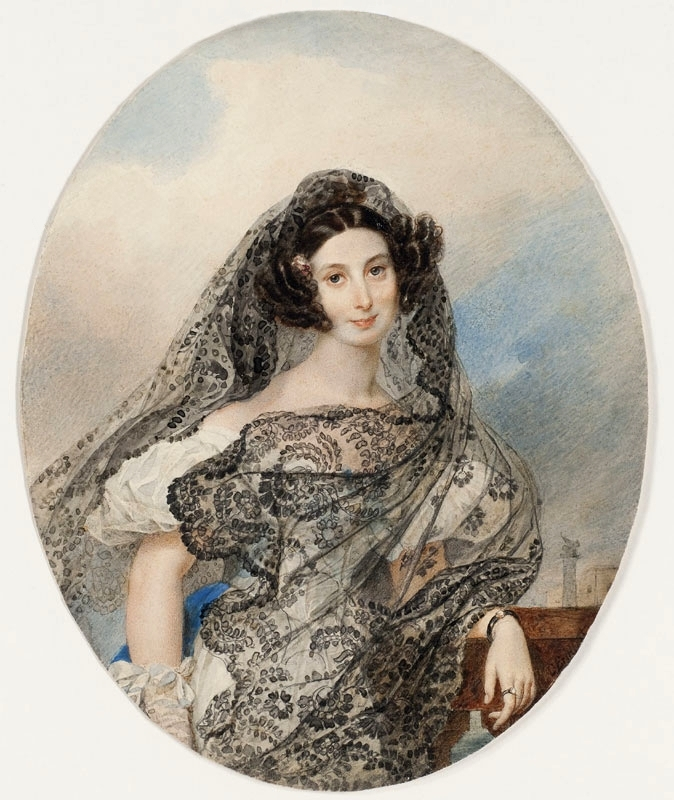
Karl Brioullov. Portrait de Giovannina Pacini (fin des années 1820 ou vers 1831, collection particulière)

Il existe aussi le dessin Portrait de Giovannina Pacini(papier, crayon graphite, aquarelle, laque, 21,1 × 17,1 cm), conservé dans une collection privée. Selon certaines données, ce dessin a été réalisé par Brioullov à la fin des années 1820 , selon d'autres vers 1831. En 2009, ce portrait a été vendu pour la somme de 289 mille livres sterling (environ 456 mille dollars) lors d'une vente d'art russe de la galerie française Popoff, organisée sous forme de vente aux enchères chez Christie's. Néanmoins, tous les experts ne s'accordent pas sur le fait que le modèle pour le dessin a été Giovannina, et dans certaines publications le portait est désigné comme Portrait d'une inconnue.
Giovannina et Amazilia étaient toutes deux des filles adoptées de la comtesse Ioulia Samoïlova. Née en 1827 ou 1828, Amacilia était la fille du compositeur Giovanni Pacini, un ami de Samoïlova. La mère d'Amacilia est morte en couches, et Samoïlova a pris sa fille à charge pour l'éduquer . Il faut supposer que Giovannina était parente d'Amacilia et qu'elle portait dès lors le nom de famille de Pacini  (selon certaines données, Giovannina était la nièce ce Giovanni Pacini, et donc la cousine d'Amacilia, et la différence d'âge entre elles était d'environ huit ans) ). La question de l'origine de Giovannina nécessite en fait des recherches supplémentaires .
Il existe une autre version selon laquelle la Cavalière ne serait pas Giovannina, mais la chanteuse Maria Malibran (1808—1836).,,,. Cette version est donnée dans l'ouvrage de l'écrivain italien Eugenio Gara Ils ont chanté à La Scala (Eugenio Gara, Cantarono alla Scala: Milano, Electa Editrice, 1975). Il reste que les critiques russes contemporains considèrent, comme un fait universellement reconnu, que le tableau de Brioullov représente les filles adoptées de la comtesse Samoïlova, respectivement Giovannina et Amacilia .

## Appréciations et critiques
Dans son livre Histoire de la peinture russe au XIXe siècle, dont la première édition a été publiée en 1902, le peintre et critique d'art Alexandre Benois consacre deux chapitres à l'analyse de l'œuvre de Karl Brioullov. Sans cacher son attitude négative envers l'art académique, Benois écrit que « parmi la masse des œuvres de Brioullov on en trouve aussi certaines, dans lesquelles son immense talent a fait son chemin » . Parmi ces dernières, Benois classe une série de portraits dont Cavalière « brillante, de belle stature, avec un paysage attachant à l'arrière » .
Dans une monographie publiée en 1940, intitulée Karl Brioullov, la critique d'art Olga Liaskovskaïa écrit que la célèbre Cavalière, réalisée en 1832, représente « un pas important dans la réalisation des nouvelles tâches assignées à l'artiste ». Liaskovskaïa observe que dans ce travail, « la tâche même de l'artiste dépasse le cadre du portrait »: il cherche à relier entre eux les personnages vivants représentés sur la toile, pour ne plus former qu'une seule action, comme sur une scène de théâtre. Mais en même temps, Liaskovskaïa remarque que le peintre « n'est pas encore libre de représenter le mouvement » et c'est ainsi que l'absence de toute tension dans le visage de la cavalière ne correspond pas aux mouvements plutôt tendus du cheval..

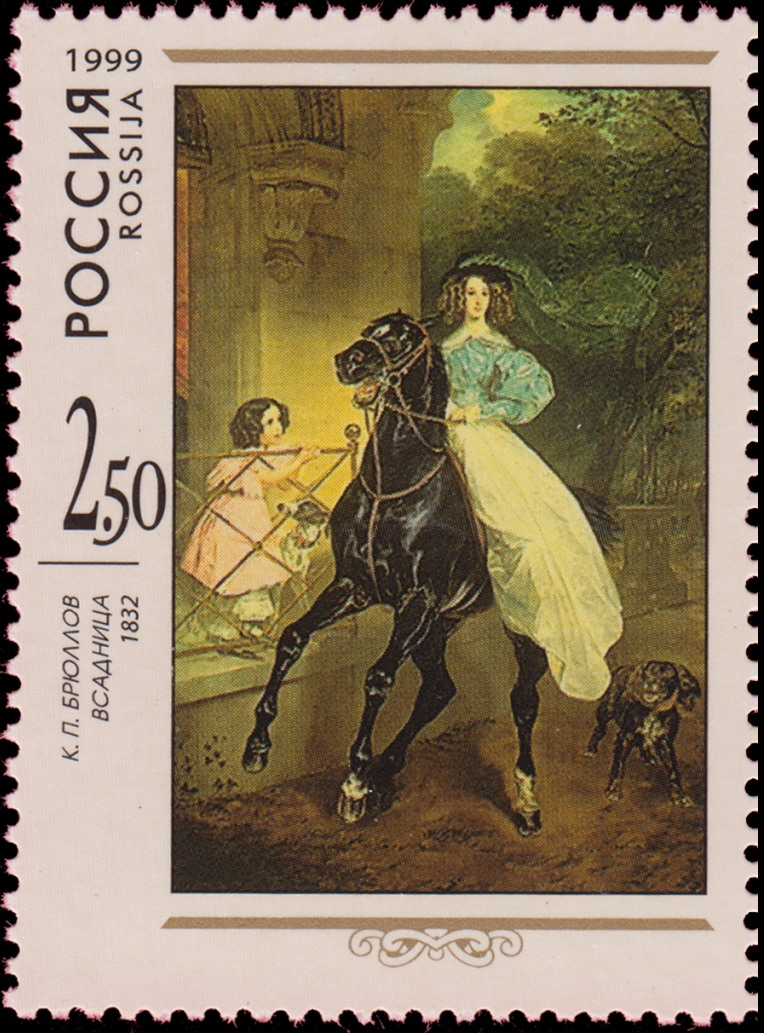
Tableau Cavalière en timbre postal en Russie en 1999

Dans un article publié en 1951 dans Histoire de l'art russe de la première moitié du XIXe siècle, la critique d'art Natalia Kovalenskaïa écrit que contrairement aux portraits officiels du XVIIIe siècle, avec une toile comme Cavalière, Brioullov présente un cadre de vie naturel se rapprochant de la scène de genre et du réalisme. Brioullov utilise aussi les traditions du néo-classicisme qui lui sont encore chères .
Dans une monographie, publiée en 1956, intitulée Karl Brioullov, portraitiste, la critique d'art Magdalena Rakova considère Cavalière comme un exemple typique de tableau-portrait, dans lequel tous les personnages « sont unis dans une histoire simple, se déroulant dans un paysage, entourés de divers amis  à quatre pattes ». Selon Rakova, cette toile de Brioullov est « conçue comme une apothéose de la beauté, de la jeunesse joyeuse, de la vie sereine », et tout cela avec deux acteurs : la jeune cavalière et la petite fille .
Dans un ouvrage paru en 1978 sous le titre Peinture russe de la première moitié du XVIIIe siècle, Marina Choumobva écrit que ce qui caractérise les grands portraits officiels de Brioullov c'est « la combinaison de caractéristiques remarquables et de la vitalité, des conventions et de la précision dans l'observation de la nature ». Selon Choumova, dans la toile Cavalière « la maîtrise de l'observation du vivant ressort de l'expression du visage de la petite fille, de la tension de la face du cheval, de la facture des objets, de la texture des vêtements », mais en même temps « la silhouette gracieuse de la cavalière est tout à fait statique ». En comparant Cavalière avec la toile de Brioullov Le Dernier Jour de Pompéi, dans laquelle les personnages restent beaux malgré la catastrophe dont ils sont victimes, Choumova observe que « la sérénité majestueuse de la jeune beauté la rend extraordinaire », de sorte que la toile « devient l'incarnation d'une sorte de légende romantique d'une fabuleuse belle fille ».
Dans l'édition, en 2005, du livre Peinture russe du XIXe siècle, Vitali Manin note que le langage pictural de Karl Brioullov s'adressait « à la plus haute aristocratie », en particulier dans le tableau Cavalière dont le nom Aristocrate aurait été plus approprié. Le visage et la silhouette impénétrable de la cavalière contrastent avec tout ce qui se trouve ou qui vient d'être en mouvement : la petite fille qui vient de courir sur la terrasse, le cheval qui s'arrête brusquement le petit chien excité au pied du cheval, le voile qui vole au dessus de la coiffe de la cavalière. Selon Manin, Brioullov, en dépeignant la cavalière sans mouvement physique ou spirituel a démontré son attachement au conservatisme plastique de l'art académique.